# Jan Ziobro
Jan Ziobro (Rabka Zdrój, 24 juni 1991) is een Poolse schansspringer. Hij nam deel aan de Olympische Winterspelen 2014.

## Carrière
Ziobro maakte zijn wereldbekerdebuut in november 2011 in Kuusamo. In januari 2013 scoorde de Pool in Zakopane zijn eerste wereldbekerpunten, tien maanden later eindigde hij in Klingenthal voor de eerste maal in zijn carrière in de top tien van een wereldbekerwedstrijd. Op 21 december 2013 boekte Ziobro in Engelberg zijn eerste wereldbekerzege.
In 2014 nam Ziobro deel aan de Olympische winterspelen in Sotsji. Hij eindigde 13e op de normale schans en 15e op de grote schans. In de landenwedstrijd eindigde hij met zijn landgenoten op de 4e plaats.

## Resultaten

### Olympische Winterspelen
| Jaar | Plaats | Resultaten                                                          |
| ---- | ------ | ------------------------------------------------------------------- |
| 2014 | Sotsji | 13e normale schans 15e grote schans 4e landenwedstrijd grote schans |

### Wereldkampioenschappen
| Jaar | Plaats | Resultaten            |
| ---- | ------ | --------------------- |
| 2015 | Falun  | 8e HS100 · Team HS134 |

### Wereldkampioenschappen skivliegen
| Jaar | Plaats    | Resultaten                |
| ---- | --------- | ------------------------- |
| 2014 | Harrachov | 27e individuele wedstrijd |

### Wereldbeker
Eindklasseringen
| Seizoen   | Algm | SV  | 4S  | RAW |
| --------- | ---- | --- | --- | --- |
| 2012/2013 | 65e  | –   | –   |     |
| 2012/2013 | 25e  | 24e | 22e |     |
| 2014/2015 | 50e  | –   | 66e |     |
| 2016/2017 | 31   | 27e | 31e | 58e |

Wereldbekerzeges
| Datum            | Plaats    | Schans |
| ---------------- | --------- | ------ |
| 24 november 2013 | Engelberg | HS137  |

### Grand-Prix
Eindklasseringen
| Jaar | Plaats |
| ---- | ------ |
| 2011 | 56e    |
| 2013 | 11e    |
| 2014 | 62e    |
| 2015 | 17e    |
| 2016 | 49e    |
| 2017 | 51e    |